# Les Robotka
Les Robotka je nově vznikající les, který se rozkládá v Praze na východním území Dubče, v blízkosti Běchovic v oblasti přírodního parku Říčanka. V blízkosti lesa se nachází přírodní památka Lítožnické rybníky

## Název
Název Robotka odkazuje na historii pozemků, na nichž se nyní les nachází. Pozemky totiž v minulosti patřily panskému statku v Dubči a zemědělci sem chodili tzv. "na robotu".

## Založení
Na území budoucího lesa se po dlouhá léta nacházely orné plochy, jež tradičně zdobily žluté lány řepky olejky. Když však pronájem zemědělských pozemků ve vlastnictví města Prahy po dvaceti letech v roce 2016 skončil, začaly práce na realizaci připravených projektů s cílem tyto plochy ozelenit.
K zahájení výsadby došlo na podzim roku 2016. V listopadu bylo vysázeno 53 tisíc sazenic mladých stromků. Více než dvě třetiny sazenic tvořily duby zimní (36 tisíc sazenic), dále byly vysázeny lípy, buky, javory, jasany a jilmy, jehličnany pak zastupují douglasky a modříny. Důvodem většího zastoupení dubu je snaha o co největší přiblížení se původní přirozené druhové skladbě. V oblasti Dubče se původně nacházely převážně dubové lesy, jak je dodnes patrné z jejího názvu.
Kolem ploch s nově vysázenými stromky vzniklo přes 3 kilometry oplocení, jako ochrana před poškozením zvěří okusováním.
Na jaře roku 2017 pak byl areál rozšířen o luční porosty se solitérními stromy. Pozemky přiléhající k lesu byly zatravněny luční směsí (jílek vytrvalý, bojínek luční, kostřava luční, lipnice luční, jetel plazivý).
V současnosti čeká les až do roku 2023 údržba a pravidelná péče o sazenice. Kolem roku 2027 by sazenice mohly dosahovat velikosti vánočního stromku, plně vzrostlý les pak lze očekávat kolem roku 2047.